# موريس سينداك
موريس برنارد سينداك (بالإنجليزية: Maurice Sendak)‏ (10 يونيو 1928 - 8 مايو 2012) رسام وكاتب أمريكي لكتب الأطفال. أصبح معروفًا على نطاق واسع بكتابه أين توجد الأشياء البرية، الذي نُشر للمرة الأولى في عام 1963. وُلد لأبوين يهوديين بولنديين، تأثرت طفولته بوفاة العديد من أفراد عائلته خلال الهولوكوست. كتب سينداك أيضًا أعمالًا، مثل: في المطبخ الليلي وخارج هناك، ورسم العديد من الأعمال التي كتبها مؤلفون آخرون بما في ذلك كتب الدب الصغير التي كتبتها إيلز هولميلند ميناريك.

## النشأة
وُلد سينداك في بروكلين بمدينة نيويورك، لأبوين مهاجرين من اليهود البولنديين، سادي (لقبها قبل الزواج: شيندلر) وفيليب سينداك، خياط. وصف سنداك طفولته بأنها «وضع رهيب» بسبب وفاة أفراد عائلته الممتدة خلال الهولوكوست التي عرضته في سن مبكرة لمفهوم الوفيات. بدأ حبه للكتب عندما كان طفلًا، عاني من مشاكل صحية واُحتجز في سريره. عندما كان عمره 12 عامًا، قرر أن يصبح رسامًا بعد مشاهدة فيلم فانتازيا إنتاج والت ديزني. كانت إحدى مهامه المهنية الأولى إنشاء نوافذ عرض لمتجر الألعاب فاو سشوارز. نُشرت رسوماته للمرة الأولى في عام 1947 في كتاب مدرسي بعنوان الذرات للملايين للمؤلف ماكسويل ليغ إيدينوف. قضى معظم الخمسينيات من القرن الماضي في رسم كتب الأطفال التي كتبها آخرون قبل البدء في كتابة قصصه الخاصة.
أصبح شقيقه الأكبر جاك سينداك مؤلفًا لكتب الأطفال أيضًا، رسم موريس اثنان منها في الخمسينيات من القرن الماضي.
كان موريس أصغر الإخوة الثلاثة. عندما وُلد، كانت أخته ناتالي تبلغ من العمر تسع سنوات وشقيقه جاك، خمس سنوات.

## الحياة الشخصية
ذكر سينداك في مقال في سبتمبر عام 2008 في صحيفة نيويورك تايمز أنه كان مثليًا وعاش مع رفيقه، المحلل النفسي يوغين غلين (25 فبراير 1926 - 15 مايو 2007)، لمدة 50 عامًا قبل وفاة غلين في مايو عام 2007. وكشف أنه لم يخبر أبويه أبدًا، قائلًا: «كل ما أريده أن أكون سويًا حتى يكون والداي سعداء. لم يعرفوا أبدًا أبدًا». ذكر كُتاب آخرون علاقة سينداك مع غلين قبل (على سبيل المثال، توني كوشنر في عام 2003) وفاة غلين عام 2007 وإعلان سينداك بأنه «شريكه لمدة خمسين عامًا». بعد وفاة رفيقه، تبرع سينداك بمليون دولار للمجلس اليهودي لخدمات الأسرة والأطفال لإحياء ذكرى غلين الذي عالج الشباب هناك. ستطلق الهدية اسم غلين على عيادة.
كان سنداك ملحدًا. في مقابلة عام 2011، قال إنه لا يؤمن بالله وشرح أنه شعر أن الدين والإيمان بالله، «يجب أن يجعل الحياة أسهل بكثير [بالنسبة لبعض أصدقائه المتدينين]. من الصعب علينا نحن غير المؤمنين».

## الوفاة
تُوفي سينداك في 8 مايو عام 2012 عن عمر يناهز 83 عامًا في دانبري بولاية كونيتيكت، في مستشفى دانبري، نتيجة لمضاعفات السكتة الدماغية، قبل شهر من عيد ميلاده الرابع والثمانين. وفقًا لرغباته، حُرقت جثته ونُثر رماده في مكان مجهول.
نعت صحيفة نيويورك تايمز سينداك بأنه «أهم فنان لكتب للأطفال في القرن العشرين». علق المؤلف نيل غايمان قائلًا: «كان فريدًا وغاضبًا وذكيًا وحكيمًا وساحرًا وجعل العالم أفضل من خلال خلق الفن فيه». وصف المؤلف روبرت لورنس ستاين وفاة سينداك بأنه «يوم حزين في عالم كتب الأطفال والعالم بأسره».

## وصلات خارجية
- موريس سينداك على موقع IMDb (الإنجليزية)
- موريس سينداك على موقع الموسوعة البريطانية (الإنجليزية)
- موريس سينداك على موقع مونزينجر (الألمانية)
- موريس سينداك على موقع ألو سيني (الفرنسية)
- موريس سينداك على موقع ميوزك برينز (الإنجليزية)
- موريس سينداك على موقع أول موفي (الإنجليزية)
- موريس سينداك على موقع قاعدة بيانات برودواي على الإنترنت (الإنجليزية)
- موريس سينداك على موقع قاعدة بيانات الأفلام السويدية (السويدية)
- موريس سينداك على موقع إن إن دي بي (الإنجليزية)
- موريس سينداك على موقع أول ميوزيك (الإنجليزية)

موريس سينداك  على قاعدة بيانات الخيال التأملي على الإنترنت